# Monguilhem
Monguilhem är en kommun i departementet Gers i regionen Occitanien i sydvästra Frankrike. Kommunen ligger i kantonen Nogaro som tillhör arrondissementet Condom. År 2022 hade Monguilhem 286 invånare.

## Befolkningsutveckling
Antalet invånare i kommunen Monguilhem
Referens:INSEE